# Saint-Laurent-de-la-Plaine

Saint-Laurent-de-la-Plaine este o comună în departamentul Maine-et-Loire, Franța. În 2009 avea o populație de 1,687 de locuitori.